# 간도협조회
간도협조회(間島協助會)는 일제강점기에 만주 지역에서 항일 세력에 대한 정보수집 및 선무공작을 목적으로 결성된 단체이다.

## 개요
간도협조회는 만주 일대의 항일 세력 파괴와 민간인에 대한 통제를 주요 목적으로 하여 관동군 헌병사령부 예하에 조직된 단체이다. 공산주의 운동가였다가 전향한 김동한이 1934년 9월에 관동군사령부 옌지헌병대의 지시를 받아 북간도에서 창설하였으며, 본부 회장을 맡아 활동을 총지휘하였다.
주요 활동은 각종 이간책과 선전선동, 유언비어 날조, 밀정 투입 등의 수법으로 항일 세력과 민간인 사이를 이간하면서, 항일 운동에 대한 정보를 캐내고 지하 조직원을 체포하여 투항시키는 것이었다. 헌병대와 함께 작전을 벌여 항일 부대 토벌에도 가담했다.
간도협조회는 1936년 말까지 약 2년 동안 살인, 방화, 체포, 귀순, 파괴로 공산당 지하조직을 파괴하고 항일 부대를 탄압하여 이름을 높인 뒤, 1936년에 만주국협화회에 두 차례에 걸쳐 통합되면서 해체되었다.

## 목표와 강령

### 목표
창설과 함께 발표한 간도협조회 선언문에 따르면, 간도협조회의 목표는 만주국의 성원으로서 그 역할을 다하며 편협한 민족 감정과 비현실적인 계급 투쟁을 버리고 동아시아 여러 민족의 대동단결을 꾀하는 것이다.
간도협조회는 국제정세가 급격히 변동하고 만주국이 성립한 이래 만주국의 구성원으로서 비상시국에 처해 있다면서, 역사적이고 사회적인 중대 사명을 완수하기 위해 결성되었다고 밝혔다. 안으로는 민중의 이익과 행복을 위해 분투할 것이며, 밖으로는 대아시아를 목표로 모든 외래사상을 검토하여 만주국의 건전한 진전과 대아시아 번영을 위해 노력할 것이라고 선언했다.

### 강령
간도협조회의 강령은 다음과 같다.
- 협애한 민족주의를 버리고 아시아민족의 대동단결을 기한다.
- 강철과 같은 견고한 조직으로 외래의 공산주의를 격파한다.
- 일만합작으로 복리를 증진한다.

간도협조회의 행동강령은 다음과 같다.
- 일만일체의 사상을 배양 선전한다.
- 공산당 및 반일, 반만군을 해체시킨다
- 공산당 및 반일, 반만군의 진영에 정의분자를 이식한다.
- 일반군중 속에 정의분자를 이식한다.
- 공산당 및 반일반만군의 지하활동을 적발한다.
- 조선인 불량분자에 대해 조선인의 역량으로 토벌하여 일만합작을 완성한다.

## 조직과 활동

### 조직
간도협조회는 본부 산하에 서무부, 조직부, 선전부, 교양부, 산업부, 재무부, 정보부, 귀순계, 통역계, 노동소개소, 특별공작부와 협조의용자위단을 두었다. 이 중 특별공작부와 협조의용자위단은 무장 조직이다. 지역별로 조직된 각 지부는 본부에서 직접 관할하며, 현지 헌병주재소나 헌병분견대의 명을 따르게 되어 있다.
1935년을 기준으로 회원 수는 6,411명으로 이 가운데 60퍼센트는 농민이며, 귀순자는 약 3분의 1에 약간 못 미치는 1,898명인 것으로 집계되어 있었다.

### 활동
간도협조회의 주요 활동 방식은, 1) 회원 조직을 이용한 정보망의 조성으로 반일 세력의 활동 및 주민 동향을 수집하고, 2) 회원 가운데 골수분자를 선발하여 공작반을 잠입시켜 항일 지휘기관을 습격하고 지도자는 체포, 암살하며, 3) 자수한 귀순자와 밀정을 이용하여 항일 세력을 유인해 투항시키거나 내부 이간을 꾀하는 음해 활동을 하고, 4) 무장 조직인 협조의용자위단을 동원하여 관동군 부대의 항일 부대 토벌에 협조하며, 5) 노동소개소를 통해 취업을 알선한다는 명목으로 항일 조직원의 자수를 권유하는 것이었다.
이러한 방식으로 간도협조회가 체포, 투항시킨 항일 조직원은 2,509명인 것으로 집계된다. 이 단체의 활동은 김일성의 《세기와 더불어》에도 "동만특위의 반(反)민생단 투쟁을 교묘하게 리용(이용)하여 여러 가지 음모활동을 감행"하였다면서 자세히 언급되었다.

## 주요 인물
- 김동한: 본부 회장
- 손지환: 본부 부회장
- 박두영: 본부 고문
- 최윤주: 본부 고문
- 한영휘: 본부 노동소개소 왕청현 출장소 주임, 돈화특별공작대 공작원
- 강현묵: 본부 공작원 및 특별공작대 지휘관
- 김동렬: 본부 공작원 및 특별공작대 지휘관
- 김송렬: 조직부장 겸 본부특별공작대 대장
- 허진성: 본부 특별공작대원
- 허기열: 본부 특별공작대 돈화현 공작대원
- 허기락: 본부 교양부장
- 이경빈: 본부 공작원, 본부 특별공작대 지휘관
- 유중희: 본부 조직부원 겸 통역계원, 본부 특별공작대 부대장
- 김영수: 본부 서무부장 및 선전부장, 통역계 주임

## 같이 보기
- 만주국협화회

## 참고자료
- 손춘일 (2002년 3월). “간도 조선인 친일 단체 『間島協助會』에 관한 연구”. 《한국문화 속의 외국문화, 외국문화 속의 한국문화》 (한국정신문화연구원): 148~156쪽.
- 친일반민족행위진상규명위원회 (2007년 12월). 〈김동한〉 (PDF). 《2007년도 조사보고서 II - 친일반민족행위결정이유서》. 서울. 2033~2058쪽쪽. 발간등록번호 11-1560010-0000002-10. [깨진 링크(과거 내용 찾기)]